# Jorge Sánchez-Cabezudo
Jorge Sánchez-Cabezudo (Madrid, 1 de març de 1972) és un director de cinema i de televisió espanyol, guanyador d'alguns premis. El 1996 va debutar al cinema com a director i guionista del curtmetratge La gotera amb Grojo, pel quel fou nominat al Goya al millor curtmetratge de ficció. Amb aquest curtmetratge també va participar al Festival Internacional de Cinema Fantàstic de Sitges i guanyà el premi especial del jurat al Festival Internacional de Cinema Fantàstic de Brussel·les.
El 2006 fou director i guionista de La noche de los girasoles, amb el que va guanyar el premi revelació a les Medalles del Cercle d'Escriptors Cinematogràfics de 2006 i el Premi Sant Jordi de Cinematografia a l'òpera prima, i amb la que fou nominat al Goya al millor director novell i al Goya al millor guió original. Després s'ha dedicat a dirigir sèries per a televisió. El 2000 va escriure el guió d'alguns episodis d'Al salir de clase i el 2007 un episodi d'Hospital Central. Després ha dirigit les sèries Desaparecida (2008) i Crematorio (2011), i alguns episodis d' Hispania, la leyenda, Gran Hotel (2011), Víctor Ros (2014). Velvet (2015) i Bajo sospecha (2016). Des de 2017 dirigeix amb el seu germà Alberto La zona, sèrie de Moviestar +

## Filmografia (director)
- La gotera (1996)
- La noche de los girasoles (2006)
- Desaparecida (2008)
- Crematorio (2011)
- Hispania, la leyenda (2010)
- Gran Hotel (2011)
- Víctor Ros (2014)
- Velvet (2015)
- Bajo sospecha (2015)
- La zona (2017)